# Blokada (medycyna)
Blokada (medycyna) – metoda leczenia polegająca na oddziaływaniu na elementy obwodowego układu nerwowego za pomocą wstrzykiwania różnych roztworów środków znieczulających, przede wszystkim nowokainy. Rozróżnia się blokadę lędźwiową, okrężną (na kończynach) i zwojów nerwowych. Działanie blokady, poza miejscowym usuwaniem bólu, polega na zmniejszaniu stanu zapalnego, usuwaniu skurczów pourazowych i przykurczów mięśniowych, skurczów naczyniowych i innych zaburzeń naczynioruchowych. Blokady stosuje się w przypadkach uszkodzeń i wstrząsów urazowych oraz złamań kości, w ostrych i przewlekłych stanach zapalnych, zakrzepach, przykurczach mięśniowych i w wielu innych schorzeniach.

Przeczytaj ostrzeżenie dotyczące informacji medycznych i pokrewnych zamieszczonych w Wikipedii.